# Campeonato Mundial de Voleibol Masculino de 2018
El XIX Campeonato Mundial de Voleibol Masculino se celebró conjuntamente en Italia y Bulgaria entre el 9 y el 30 de septiembre de 2018 bajo la organización de la Federación Internacional de Voleibol (FIVB), la Federación Italiana de Voleibol y la Federación Búlgara de Voleibol.
Compitieron en el evento 24 selecciones nacionales afiliadas a la FIVB por el título mundial, cuyo anterior portador era el equipo de Polonia, ganador del Mundial de 2014.
El equipo de Polonia conquistó su tercer título mundial al vencer en la final a la selección de Brasil con un marcador de 3-0. En el partido por el tercer lugar el conjunto de Estados Unidos venció al de Serbia.

## Clasificación
En total, 140 federaciones afiliadas a la FIVB tomaron parte de la fase de clasificación. El campeón del Mundial de 2014, la selección de Polonia, tiene su lugar asegurado. La distribución por confederaciones para el Campeonato Mundial de Voleibol Masculino de 2018 fue de la siguiente manera: AVC: 4 plazas, CAVB: 3 plazas, NORCECA: 5 plazas, CSV: 2 plazas y CEV: 7 plazas.
| Competición                            | Fecha                                        | Sede                                  | Plazas | Equipos clasificados                                          |
| -------------------------------------- | -------------------------------------------- | ------------------------------------- | ------ | ------------------------------------------------------------- |
| Países anfitriones                     | –                                            | –                                     | 2      | Italia Bulgaria                                               |
| Campeonato Mundial                     | 30 de agosto – 21 de septiembre de 2014      | Polonia                               | 1      | Polonia                                                       |
| Proceso de clasificación europeo       | 23 – 28 de mayo y 19 – 23 de julio de 2017   | Diversas sedes                        | 7      | Francia Países Bajos Eslovenia Rusia Serbia Finlandia Bélgica |
| Campeonato Sudamericano                | 7 – 11 de agosto de 2017                     | Santiago y Temuco · ( Chile)          | 1      | Brasil                                                        |
| Proceso de clasificación asiático      | 12 – 16 de julio y 10 – 14 de agosto de 2017 | Canberra ( Australia) Ardebil ( Irán) | 4      | Japón Australia Irán China                                    |
| Torneo de clasificación sudamericano   | 30 de agosto – 2 de septiembre de 2017       | Palpalá y Salta ( Argentina)          | 1      | Argentina                                                     |
| Campeonato Norteamericano              | 26 de septiembre – 1 de octubre de 2017      | Colorado Springs ( Estados Unidos)    | 3      | Estados Unidos República Dominicana Canadá                    |
| Campeonato Africano                    | 22 – 29 de octubre de 2017                   | El Cairo · ( Egipto)                  | 3      | Túnez Egipto Camerún                                          |
| Torneo de clasificación norteamericano | 10 – 12 de noviembre de 2017                 | Pinar del Río · ( Cuba)               | 2      | Puerto Rico Cuba                                              |
| TOTAL                                  |                                              |                                       | 24     | 22                                                            |

## Sedes
| Foto | Grupo             | Ciudad    | Instalación                   | Capacidad |
| ---- | ----------------- | --------- | ----------------------------- | --------- |
|      | A                 | Roma      | Foro Itálico                  | 11 000    |
|      | A                 | Florencia | Nelson Mandela Forum          | 7500      |
|      | C                 | Bari      | PalaFlorio                    | 5080      |
|      | E                 | Milán     | Mediolanum Forum              | 12 657    |
|      | F                 | Bolonia   | PalaDozza                     | 5570      |
|      | I, J y Fase final | Turín     | Pala Alpitour                 | 15 657    |
|      | B                 | Ruse      | Arena Monbat                  | 5100      |
|      | D y H             | Varna     | Palacio de Cultura y Deportes | 5116      |
|      | G                 | Sofía     | Arena Armeets                 | 17 906    |

## Calendario
| 1F | Primera fase | 2F | Segunda fase | 3F | Tercera fase | FF | Fase final |

| Septiembre de 2018     | 09 Do  | 10 Lu | 11 Ma | 12 Mi   | 13 Ju  | 14 Vi  | 15 Sá  | 16 Do  | 17 Lu  | 18 Ma  | 19 Mi | 20 Ju | 21 Vi  | 22 Sá  | 23 Do  | 24 Lu | 25 Ma | 26 Mi  | 27 Ju  | 28 Vi  | 29 Sá  | 30 Do  |
| ---------------------- | ------ | ----- | ----- | ------- | ------ | ------ | ------ | ------ | ------ | ------ | ----- | ----- | ------ | ------ | ------ | ----- | ----- | ------ | ------ | ------ | ------ | ------ |
| Fase (no. de partidos) | 1F (2) | –     | –     | 1F (10) | 1F (8) | 1F (8) | 1F (8) | 1F (8) | 1F (8) | 1F (8) | –     | –     | 2F (8) | 2F (8) | 2F (8) | –     | –     | 3F (2) | 3F (2) | 3F (2) | FF (2) | FF (2) |

## Grupos
| Grupo A              | Grupo B      | Grupo C        | Grupo D     |
| -------------------- | ------------ | -------------- | ----------- |
| Italia               | Brasil       | Estados Unidos | Bulgaria    |
| Argentina            | Canadá       | Rusia          | Polonia     |
| Japón                | Francia      | Serbia         | Irán        |
| Bélgica              | Egipto       | Australia      | Cuba        |
| Eslovenia            | China        | Túnez          | Finlandia   |
| República Dominicana | Países Bajos | Camerún        | Puerto Rico |

## Primera fase
- Partidos disputados en las respectivas horas locales: Italia (UTC+2) y Bulgaria (UTC+3).

Los primeros cuatro de cada grupo pasan a la segunda fase.

### Grupo A
| Pos. | Equipo               | Partidos | Partidos | Partidos | Pts. | Sets | Sets | Sets  | Puntos | Puntos | Puntos |
| Pos. | Equipo               | PJ       | PG       | PP       | Pts. | SG   | SP   | Ratio | PG     | PP     | Ratio  |
| ---- | -------------------- | -------- | -------- | -------- | ---- | ---- | ---- | ----- | ------ | ------ | ------ |
| 1    | Italia               | 5        | 5        | 0        | 15   | 15   | 2    | 7,500 | 423    | 326    | 1,297  |
| 2    | Bélgica              | 5        | 3        | 2        | 10   | 11   | 8    | 1,375 | 419    | 394    | 1,063  |
| 3    | Eslovenia            | 5        | 3        | 2        | 9    | 12   | 10   | 1,200 | 479    | 463    | 1,034  |
| 4    | Argentina            | 5        | 2        | 3        | 6    | 10   | 11   | 0,909 | 475    | 469    | 1,012  |
| 5    | Japón                | 5        | 2        | 3        | 5    | 8    | 11   | 0,727 | 414    | 427    | 0,969  |
| 6    | República Dominicana | 5        | 0        | 5        | 0    | 1    | 15   | 0,066 | 267    | 398    | 0,670  |

- Resultados

| Fecha | Hora  | Partido¹             | Partido¹ | Partido¹             | Res.  | Set 1 | Set 2 | Set 3 | Set 4 | Set 5 | Total     |
| ----- | ----- | -------------------- | -------- | -------------------- | ----- | ----- | ----- | ----- | ----- | ----- | --------- |
| 09.09 | 19:30 | Italia               | –        | Japón                | 3 – 0 | 25-20 | 25-21 | 25-23 | –     | –     | 75 – 64   |
| 12.09 | 17:00 | República Dominicana | –        | Eslovenia            | 1 – 3 | 25-22 | 13-25 | 13-25 | 17-25 | –     | 68 – 97   |
| 12.09 | 20:30 | Bélgica              | –        | Argentina            | 3 – 1 | 25-19 | 25-19 | 22-25 | 25-19 | –     | 97 – 82   |
| 13.09 | 17:00 | República Dominicana | –        | Japón                | 0 – 3 | 20-25 | 16-25 | 16-25 | –     | –     | 52 – 75   |
| 13.09 | 21:15 | Italia               | –        | Bélgica              | 3 – 0 | 25-20 | 25-17 | 25-16 | –     | –     | 75 – 53   |
| 14.09 | 17:00 | Japón                | –        | Eslovenia            | 1 – 3 | 20-25 | 25-22 | 20-25 | 13-25 | –     | 78 – 97   |
| 14.09 | 20:30 | Argentina            | –        | República Dominicana | 3 – 0 | 26-24 | 25-15 | 25-15 | –     | –     | 76 – 54   |
| 15.09 | 17:00 | Bélgica              | –        | Eslovenia            | 2 – 3 | 25-22 | 25-21 | 19-25 | 23-25 | 13-15 | 105 – 108 |
| 15.09 | 21:15 | Italia               | –        | Argentina            | 3 – 1 | 22-25 | 25-15 | 25-23 | 28-26 | –     | 100 – 89  |
| 16.09 | 17:00 | Japón                | –        | Bélgica              | 1 – 3 | 25-14 | 23-25 | 14-25 | 19-25 | –     | 81 – 89   |
| 16.09 | 21:15 | República Dominicana | –        | Italia               | 0 – 3 | 12-25 | 18-25 | 15-25 | –     | –     | 45 – 75   |
| 17.09 | 17:00 | Bélgica              | –        | República Dominicana | 3 – 0 | 25-18 | 25-13 | 25-17 | –     | –     | 75 – 48   |
| 17.09 | 20:30 | Argentina            | –        | Eslovenia            | 3 – 2 | 25-18 | 22-25 | 27-29 | 25-17 | 15-13 | 114 – 102 |
| 18.09 | 17:00 | Japón                | –        | Argentina            | 3 – 2 | 26-24 | 20-25 | 30-32 | 25-20 | 15-13 | 116 – 114 |
| 18.09 | 21:15 | Italia               | –        | Eslovenia            | 3 – 1 | 23-25 | 25-19 | 25-13 | 25-18 | –     | 98 – 75   |

- (¹) – El primero en Roma, el resto en Florencia. Fuente: .

### Grupo B
| Pos. | Equipo       | Partidos | Partidos | Partidos | Pts. | Sets | Sets | Sets  | Puntos | Puntos | Puntos |
| Pos. | Equipo       | PJ       | PG       | PP       | Pts. | SG   | SP   | Ratio | PG     | PP     | Ratio  |
| ---- | ------------ | -------- | -------- | -------- | ---- | ---- | ---- | ----- | ------ | ------ | ------ |
| 1    | Brasil       | 5        | 4        | 1        | 11   | 13   | 6    | 2,166 | 439    | 405    | 1,083  |
| 2    | Países Bajos | 5        | 4        | 1        | 11   | 12   | 8    | 1,500 | 455    | 420    | 1,083  |
| 3    | Francia      | 5        | 3        | 2        | 11   | 13   | 7    | 1,857 | 456    | 420    | 1,085  |
| 4    | Canadá       | 5        | 3        | 2        | 9    | 11   | 7    | 1,571 | 426    | 408    | 1,044  |
| 5    | Egipto       | 5        | 1        | 4        | 3    | 4    | 13   | 0,307 | 368    | 426    | 0,863  |
| 6    | China        | 5        | 0        | 5        | 0    | 3    | 15   | 0,200 | 375    | 440    | 0,852  |

- Resultados

| Fecha | Hora  | Partido¹     | Partido¹ | Partido¹     | Res.  | Set 1 | Set 2 | Set 3 | Set 4 | Set 5 | Total     |
| ----- | ----- | ------------ | -------- | ------------ | ----- | ----- | ----- | ----- | ----- | ----- | --------- |
| 12.09 | 14:00 | Francia      | –        | China        | 3 – 0 | 25-20 | 25-21 | 25-17 | –     | –     | 75 – 58   |
| 12.09 | 17:00 | Países Bajos | –        | Canadá       | 0 – 3 | 15-25 | 23-25 | 18-25 | –     | –     | 56 – 75   |
| 12.09 | 20:30 | Brasil       | –        | Egipto       | 3 – 0 | 25-17 | 25-22 | 25-20 | –     | –     | 75 – 59   |
| 13.09 | 17:00 | Egipto       | –        | Canadá       | 0 – 3 | 25-27 | 28-30 | 19-25 | –     | –     | 72 – 82   |
| 13.09 | 20:30 | Brasil       | –        | Francia      | 3 – 2 | 25-20 | 25-20 | 21-25 | 23-25 | 15-12 | 109 – 102 |
| 14.09 | 17:00 | China        | –        | Países Bajos | 1 – 3 | 21-25 | 13-25 | 25-23 | 13-25 | –     | 72 – 98   |
| 14.09 | 20:30 | Francia      | –        | Egipto       | 3 – 0 | 25-22 | 25-23 | 25-16 | –     | –     | 75 – 61   |
| 15.09 | 17:00 | Canadá       | –        | China        | 3 – 1 | 25-22 | 25-19 | 21-25 | 25-23 | –     | 96 – 89   |
| 15.09 | 20:30 | Países Bajos | –        | Brasil       | 3 – 1 | 21-25 | 25-20 | 25-20 | 25-21 | –     | 96 – 86   |
| 16.09 | 17:00 | China        | –        | Egipto       | 1 – 3 | 26-28 | 24-26 | 25-17 | 21-25 | –     | 96 – 96   |
| 16.09 | 20:30 | Países Bajos | –        | Francia      | 3 – 2 | 23-25 | 19-25 | 25-21 | 25-23 | 15-13 | 107 – 107 |
| 17.09 | 17:00 | Egipto       | –        | Países Bajos | 1 – 3 | 18-25 | 21-25 | 25-23 | 16-25 | –     | 80 – 98   |
| 17.09 | 20:30 | Brasil       | –        | Canadá       | 3 – 1 | 25-22 | 19-25 | 25-23 | 25-18 | –     | 94 – 88   |
| 18.09 | 17:00 | China        | –        | Brasil       | 0 – 3 | 21-25 | 22-25 | 17-25 | –     | –     | 60 – 75   |
| 18.09 | 20:30 | Canadá       | –        | Francia      | 1 – 3 | 22-25 | 21-25 | 25-22 | 17-25 | –     | 85 – 97   |

- (¹) – Todos en Ruse. Fuente: .

### Grupo C
| Pos. | Equipo         | Partidos | Partidos | Partidos | Pts. | Sets | Sets | Sets  | Puntos | Puntos | Puntos |
| Pos. | Equipo         | PJ       | PG       | PP       | Pts. | SG   | SP   | Ratio | PG     | PP     | Ratio  |
| ---- | -------------- | -------- | -------- | -------- | ---- | ---- | ---- | ----- | ------ | ------ | ------ |
| 1    | Estados Unidos | 5        | 5        | 0        | 13   | 15   | 5    | 3,000 | 456    | 383    | 1,190  |
| 2    | Serbia         | 5        | 4        | 1        | 12   | 14   | 7    | 2,000 | 476    | 430    | 1,106  |
| 3    | Rusia          | 5        | 3        | 2        | 10   | 12   | 6    | 2,000 | 422    | 366    | 1,153  |
| 4    | Australia      | 5        | 2        | 3        | 7    | 9    | 11   | 0,818 | 428    | 442    | 0,968  |
| 5    | Camerún        | 5        | 1        | 4        | 3    | 4    | 12   | 0,333 | 334    | 398    | 0,839  |
| 6    | Túnez          | 5        | 0        | 5        | 0    | 2    | 15   | 0,133 | 317    | 414    | 0,765  |

- Resultados

| Fecha | Hora  | Partido¹       | Partido¹ | Partido¹       | Res.  | Set 1 | Set 2 | Set 3 | Set 4 | Set 5 | Total     |
| ----- | ----- | -------------- | -------- | -------------- | ----- | ----- | ----- | ----- | ----- | ----- | --------- |
| 12.09 | 14:00 | Camerún        | –        | Túnez          | 3 – 0 | 25-20 | 28-26 | 25-21 | –     | –     | 78 – 67   |
| 12.09 | 17:00 | Australia      | –        | Rusia          | 0 – 3 | 21-25 | 20-25 | 16-25 | –     | –     | 57 – 75   |
| 12.09 | 20:30 | Estados Unidos | –        | Serbia         | 3 – 2 | 15-25 | 25-14 | 21-25 | 25-20 | 15-10 | 101 – 94  |
| 13.09 | 17:00 | Australia      | –        | Estados Unidos | 2 – 3 | 23-25 | 20-25 | 25-22 | 25-23 | 10-15 | 103 – 110 |
| 13.09 | 20:30 | Camerún        | –        | Serbia         | 0 – 3 | 28-30 | 16-25 | 17-25 | –     | –     | 61 – 80   |
| 14.09 | 17:00 | Australia      | –        | Camerún        | 3 – 1 | 21-25 | 25-17 | 25-22 | 25-20 | –     | 96 – 84   |
| 14.09 | 20:30 | Rusia          | –        | Túnez          | 3 – 0 | 25-19 | 25-6  | 25-19 | –     | –     | 75 – 44   |
| 15.09 | 17:00 | Serbia         | –        | Túnez          | 3 – 1 | 20-25 | 25-20 | 25-21 | 25-20 | –     | 95 – 86   |
| 15.09 | 20:30 | Estados Unidos | –        | Rusia          | 3 – 1 | 25-23 | 20-25 | 25-23 | 25-20 | –     | 95 – 91   |
| 16.09 | 17:00 | Camerún        | –        | Estados Unidos | 0 – 3 | 18-25 | 20-25 | 14-25 | –     | –     | 52 – 75   |
| 16.09 | 20:30 | Serbia         | –        | Australia      | 3 – 1 | 25-20 | 21-25 | 25-17 | 25-19 | –     | 96 – 81   |
| 17.09 | 17:00 | Rusia          | –        | Camerún        | 3 – 0 | 25-16 | 30-28 | 25-15 | –     | –     | 80 – 59   |
| 17.09 | 20:30 | Australia      | –        | Túnez          | 3 – 1 | 16-25 | 25-17 | 25-19 | 25-16 | –     | 91 – 77   |
| 18.09 | 17:00 | Estados Unidos | –        | Túnez          | 3 – 0 | 25-12 | 25-18 | 25-13 | –     | –     | 75 – 43   |
| 18.09 | 20:30 | Serbia         | –        | Rusia          | 3 – 2 | 25-21 | 24-26 | 25-17 | 22-25 | 15-12 | 111 – 101 |

- (¹) – Todos en Bari. Fuente: .

### Grupo D
| Pos. | Equipo      | Partidos | Partidos | Partidos | Pts. | Sets | Sets | Sets  | Puntos | Puntos | Puntos |
| Pos. | Equipo      | PJ       | PG       | PP       | Pts. | SG   | SP   | Ratio | PG     | PP     | Ratio  |
| ---- | ----------- | -------- | -------- | -------- | ---- | ---- | ---- | ----- | ------ | ------ | ------ |
| 1    | Polonia     | 5        | 5        | 0        | 15   | 15   | 3    | 5,000 | 445    | 343    | 1,297  |
| 2    | Irán        | 5        | 4        | 1        | 11   | 12   | 7    | 1,714 | 437    | 400    | 1,092  |
| 3    | Bulgaria    | 5        | 3        | 2        | 9    | 11   | 6    | 1,833 | 395    | 368    | 1,073  |
| 4    | Finlandia   | 5        | 2        | 3        | 6    | 9    | 12   | 0,750 | 453    | 471    | 0,961  |
| 5    | Cuba        | 5        | 1        | 4        | 3    | 6    | 13   | 0,461 | 392    | 436    | 0,899  |
| 6    | Puerto Rico | 4        | 0        | 5        | 1    | 3    | 15   | 0,200 | 331    | 435    | 0,760  |

- Resultados

| Fecha | Hora  | Partido¹    | Partido¹ | Partido¹    | Res.  | Set 1 | Set 2 | Set 3 | Set 4 | Set 5 | Total     |
| ----- | ----- | ----------- | -------- | ----------- | ----- | ----- | ----- | ----- | ----- | ----- | --------- |
| 09.09 | 20:30 | Bulgaria    | –        | Finlandia   | 3 – 0 | 25-21 | 25-19 | 25-22 | –     | –     | 75 – 62   |
| 12.09 | 17:00 | Irán        | –        | Puerto Rico | 3 – 0 | 25-19 | 25-14 | 25-18 | –     | –     | 75 – 51   |
| 12.09 | 20:30 | Cuba        | –        | Polonia     | 1 – 3 | 18-25 | 19-25 | 25-21 | 14-25 | –     | 76 – 96   |
| 13.09 | 17:00 | Puerto Rico | –        | Polonia     | 0 – 3 | 14-25 | 12-25 | 15-25 | –     | –     | 41 – 75   |
| 13.09 | 20:30 | Irán        | –        | Bulgaria    | 3 – 1 | 25-22 | 25-20 | 22-25 | 25-19 | –     | 97 – 86   |
| 14.09 | 17:00 | Finlandia   | –        | Cuba        | 3 – 1 | 25-19 | 25-19 | 20-25 | 25-16 | –     | 95 – 79   |
| 14.09 | 20:30 | Bulgaria    | –        | Puerto Rico | 3 – 0 | 25-16 | 25-18 | 25-21 | –     | –     | 75 – 55   |
| 15.09 | 17:00 | Cuba        | –        | Irán        | 1 – 3 | 25-17 | 18-25 | 22-25 | 19-25 | –     | 84 – 92   |
| 15.09 | 20:30 | Polonia     | –        | Finlandia   | 3 – 1 | 25-20 | 26-28 | 25-16 | 25-15 | –     | 101 – 79  |
| 16.09 | 17:00 | Puerto Rico | –        | Finlandia   | 2 – 3 | 19-25 | 23-25 | 29-27 | 25-21 | 10-15 | 106 – 113 |
| 16.09 | 20:30 | Cuba        | –        | Bulgaria    | 0 – 3 | 22-25 | 16-25 | 18-25 | –     | –     | 56 – 75   |
| 17.09 | 17:00 | Cuba        | –        | Puerto Rico | 3 – 1 | 25-22 | 22-25 | 25-21 | 25-17 | –     | 97 – 78   |
| 17.09 | 20:30 | Irán        | –        | Polonia     | 0 – 3 | 21-25 | 20-25 | 22-25 | –     | –     | 63 – 75   |
| 18.09 | 17:00 | Finlandia   | –        | Irán        | 2 – 3 | 19-25 | 25-22 | 25-23 | 23-25 | 12-15 | 104 – 110 |
| 18.09 | 20:30 | Bulgaria    | –        | Polonia     | 1 – 3 | 14-25 | 25-23 | 22-25 | 23-25 | –     | 84 – 98   |

- (¹) – Todos en Varna. Fuente: .

## Segunda fase
- Partidos disputados en las respectivas horas locales: Italia (UTC+2) y Bulgaria (UTC+3).

Los primeros de cada grupo y los dos mejores segundos pasan a la tercera fase.

### Grupo E
| Pos. | Equipo       | Partidos | Partidos | Partidos | Pts. | Sets | Sets | Sets  | Puntos | Puntos | Puntos |
| Pos. | Equipo       | PJ       | PG       | PP       | Pts. | SG   | SP   | Ratio | PG     | PP     | Ratio  |
| ---- | ------------ | -------- | -------- | -------- | ---- | ---- | ---- | ----- | ------ | ------ | ------ |
| 1    | Italia       | 8        | 7        | 1        | 22   | 23   | 6    | 3,833 | 691    | 568    | 1,216  |
| 2    | Rusia        | 8        | 6        | 2        | 18   | 21   | 8    | 2,625 | 675    | 578    | 1,167  |
| 3    | Países Bajos | 8        | 5        | 3        | 14   | 16   | 15   | 1,066 | 692    | 661    | 1,046  |
| 4    | Finlandia    | 8        | 2        | 6        | 6    | 10   | 21   | 0,476 | 638    | 719    | 0,887  |

- Resultados

| Fecha | Hora  | Partido¹     | Partido¹ | Partido¹     | Res.  | Set 1 | Set 2 | Set 3 | Set 4 | Set 5 | Total     |
| ----- | ----- | ------------ | -------- | ------------ | ----- | ----- | ----- | ----- | ----- | ----- | --------- |
| 21.09 | 17:00 | Países Bajos | –        | Rusia        | 0 – 3 | 17-25 | 16-25 | 21-25 | –     | –     | 54 – 75   |
| 21.09 | 21:15 | Italia       | –        | Finlandia    | 3 – 0 | 25-20 | 25-18 | 25-16 | –     | –     | 75 – 54   |
| 22.09 | 17:00 | Países Bajos | –        | Finlandia    | 3 – 1 | 25-19 | 23-25 | 25-16 | 25-13 | –     | 98 – 73   |
| 22.09 | 21:15 | Rusia        | –        | Italia       | 3 – 2 | 19-25 | 25-18 | 25-21 | 19-25 | 15-11 | 103 – 100 |
| 23.09 | 17:00 | Rusia        | –        | Finlandia    | 3 – 0 | 25-17 | 25-19 | 25-22 | –     | –     | 75 – 58   |
| 23.09 | 21:15 | Italia       | –        | Países Bajos | 3 – 1 | 16-25 | 25-20 | 27-25 | 25-15 | –     | 93 – 85   |

- (¹) – Todos en Milán. Fuente: .

### Grupo F
| Pos. | Equipo    | Partidos | Partidos | Partidos | Pts. | Sets | Sets | Sets  | Puntos | Puntos | Puntos |
| Pos. | Equipo    | PJ       | PG       | PP       | Pts. | SG   | SP   | Ratio | PG     | PP     | Ratio  |
| ---- | --------- | -------- | -------- | -------- | ---- | ---- | ---- | ----- | ------ | ------ | ------ |
| 1    | Brasil    | 8        | 7        | 1        | 19   | 22   | 8    | 2,750 | 699    | 618    | 1,131  |
| 2    | Bélgica   | 8        | 4        | 4        | 14   | 16   | 14   | 1,142 | 667    | 657    | 1,015  |
| 3    | Eslovenia | 8        | 4        | 4        | 13   | 17   | 16   | 1,062 | 722    | 716    | 1,008  |
| 4    | Australia | 8        | 3        | 5        | 9    | 12   | 19   | 0,631 | 665    | 701    | 0,948  |

- Resultados

| Fecha | Hora  | Partido¹  | Partido¹ | Partido¹  | Res.  | Set 1 | Set 2 | Set 3 | Set 4 | Set 5 | Total     |
| ----- | ----- | --------- | -------- | --------- | ----- | ----- | ----- | ----- | ----- | ----- | --------- |
| 21.09 | 17:00 | Brasil    | –        | Australia | 3 – 0 | 25-21 | 25-22 | 25-15 | –     | –     | 75 – 48   |
| 21.09 | 20:30 | Bélgica   | –        | Eslovenia | 0 – 3 | 26-28 | 26-28 | 19-25 | –     | –     | 71 – 81   |
| 22.09 | 17:00 | Australia | –        | Bélgica   | 0 – 3 | 26-28 | 26-28 | 20-25 | –     | –     | 72 – 81   |
| 22.09 | 20:30 | Eslovenia | –        | Brasil    | 0 – 3 | 22-25 | 21-25 | 16-25 | –     | –     | 59 – 75   |
| 23.09 | 17:00 | Eslovenia | –        | Australia | 2 – 3 | 25-23 | 20-25 | 25-19 | 22-25 | 11-15 | 103 – 107 |
| 23.09 | 20:30 | Bélgica   | –        | Brasil    | 2 – 3 | 25-22 | 25-23 | 19-25 | 15-25 | 12-15 | 96 – 110  |

- (¹) – Todos en Bolonia. Fuente: .

### Grupo G
| Pos. | Equipo         | Partidos | Partidos | Partidos | Pts. | Sets | Sets | Sets  | Puntos | Puntos | Puntos |
| Pos. | Equipo         | PJ       | PG       | PP       | Pts. | SG   | SP   | Ratio | PG     | PP     | Ratio  |
| ---- | -------------- | -------- | -------- | -------- | ---- | ---- | ---- | ----- | ------ | ------ | ------ |
| 1    | Estados Unidos | 8        | 8        | 0        | 22   | 24   | 6    | 4,000 | 704    | 585    | 1,203  |
| 2    | Canadá         | 8        | 5        | 3        | 13   | 18   | 14   | 1,285 | 712    | 694    | 1,025  |
| 3    | Bulgaria       | 8        | 4        | 4        | 13   | 16   | 12   | 1,333 | 625    | 617    | 1,012  |
| 3    | Irán           | 8        | 4        | 4        | 12   | 14   | 16   | 0,875 | 674    | 664    | 1,015  |

- Resultados

| Fecha | Hora  | Partido¹       | Partido¹ | Partido¹       | Res.  | Set 1 | Set 2 | Set 3 | Set 4 | Set 5 | Total    |
| ----- | ----- | -------------- | -------- | -------------- | ----- | ----- | ----- | ----- | ----- | ----- | -------- |
| 21.09 | 17:00 | Estados Unidos | –        | Canadá         | 3 – 1 | 25-17 | 25-14 | 21-25 | 25-17 | –     | 96 – 73  |
| 21.09 | 20:40 | Bulgaria       | –        | Irán           | 3 – 0 | 25-19 | 28-26 | 26-24 | –     | –     | 79 – 69  |
| 22.09 | 17:00 | Irán           | –        | Canadá         | 2 – 3 | 20-25 | 25-20 | 15-25 | 25-23 | 12-15 | 97 – 108 |
| 22.09 | 20:40 | Bulgaria       | –        | Estados Unidos | 0 – 3 | 20-25 | 20-25 | 18-25 | –     | –     | 58 – 75  |
| 23.09 | 17:00 | Estados Unidos | –        | Irán           | 3 – 0 | 25-23 | 26-24 | 26-24 | –     | –     | 77 – 71  |
| 23.09 | 20:40 | Bulgaria       | –        | Canadá         | 2 – 3 | 19-25 | 14-25 | 25-21 | 25-19 | 10-15 | 93 – 105 |

- (¹) – Todos en Sofía. Fuente: .

### Grupo H
| Pos. | Equipo    | Partidos | Partidos | Partidos | Pts. | Sets | Sets | Sets  | Puntos | Puntos | Puntos |
| Pos. | Equipo    | PJ       | PG       | PP       | Pts. | SG   | SP   | Ratio | PG     | PP     | Ratio  |
| ---- | --------- | -------- | -------- | -------- | ---- | ---- | ---- | ----- | ------ | ------ | ------ |
| 1    | Polonia   | 8        | 6        | 2        | 19   | 21   | 9    | 2,333 | 702    | 593    | 1,183  |
| 2    | Serbia    | 8        | 6        | 2        | 17   | 20   | 12   | 1,666 | 707    | 677    | 1,044  |
| 3    | Francia   | 8        | 5        | 3        | 18   | 21   | 12   | 1,750 | 765    | 688    | 1,111  |
| 4    | Argentina | 8        | 3        | 5        | 8    | 14   | 19   | 0,736 | 725    | 751    | 0,965  |

- Resultados

| Fecha | Hora  | Partido¹ | Partido¹ | Partido¹  | Res.  | Set 1 | Set 2 | Set 3 | Set 4 | Set 5 | Total     |
| ----- | ----- | -------- | -------- | --------- | ----- | ----- | ----- | ----- | ----- | ----- | --------- |
| 21.09 | 17:00 | Serbia   | –        | Francia   | 3 – 2 | 22-25 | 26-24 | 25-20 | 18-25 | 18-16 | 109 – 110 |
| 21.09 | 20:40 | Polonia  | –        | Argentina | 2 – 3 | 25-16 | 19-25 | 23-25 | 25-23 | 14-16 | 106 – 105 |
| 22.09 | 17:00 | Serbia   | –        | Argentina | 3 – 0 | 25-18 | 25-22 | 25-22 | –     | –     | 75 – 62   |
| 22.09 | 20:40 | Polonia  | –        | Francia   | 1 – 3 | 15-25 | 18-25 | 25-23 | 18-25 | –     | 76 – 98   |
| 23.09 | 17:00 | Francia  | –        | Argentina | 3 – 1 | 25-16 | 25-20 | 26-28 | 25-19 | –     | 101 – 83  |
| 23.09 | 20:40 | Polonia  | –        | Serbia    | 3 – 0 | 25-17 | 25-16 | 25-14 | –     | –     | 75 – 47   |

- (¹) – Todos en Varna. Fuente: .

## Tercera fase
- Partidos disputados en la hora local de Italia (UTC+2).

Los primeros dos de cada grupo disputan las semifinales.

### Grupo I
| Pos. | Equipo         | Partidos | Partidos | Partidos | Pts. | Sets | Sets | Sets  | Puntos | Puntos | Puntos |
| Pos. | Equipo         | PJ       | PG       | PP       | Pts. | SG   | SP   | Ratio | PG     | PP     | Ratio  |
| ---- | -------------- | -------- | -------- | -------- | ---- | ---- | ---- | ----- | ------ | ------ | ------ |
| 1    | Brasil         | 2        | 2        | 0        | 5    | 6    | 2    | 3,000 | 181    | 164    | 1,103  |
| 2    | Estados Unidos | 2        | 1        | 1        | 3    | 3    | 3    | 1,000 | 132    | 143    | 0,923  |
| 3    | Rusia          | 2        | 0        | 2        | 1    | 2    | 6    | 0,333 | 175    | 181    | 0,966  |

- Resultados

| Fecha | Hora  | Partido¹       | Partido¹ | Partido¹       | Res.  | Set 1 | Set 2 | Set 3 | Set 4 | Set 5 | Total     |
| ----- | ----- | -------------- | -------- | -------------- | ----- | ----- | ----- | ----- | ----- | ----- | --------- |
| 26.09 | 17:00 | Brasil         | –        | Rusia          | 3 – 2 | 20-25 | 21-25 | 22-25 | 25-23 | 15-12 | 106 – 107 |
| 27.09 | 17:00 | Estados Unidos | –        | Rusia          | 3 – 0 | 25-22 | 25-23 | 25-23 | –     | –     | 75 – 68   |
| 28.09 | 17:00 | Brasil         | –        | Estados Unidos | 3 – 0 | 25-20 | 25-18 | 25-19 | –     | –     | 75 – 57   |

- (¹) – Todos en Turín. Fuente: .

### Grupo J
| Pos. | Equipo  | Partidos | Partidos | Partidos | Pts. | Sets | Sets | Sets  | Puntos | Puntos | Puntos |
| Pos. | Equipo  | PJ       | PG       | PP       | Pts. | SG   | SP   | Ratio | PG     | PP     | Ratio  |
| ---- | ------- | -------- | -------- | -------- | ---- | ---- | ---- | ----- | ------ | ------ | ------ |
| 1    | Polonia | 2        | 1        | 1        | 4    | 5    | 3    | 1,666 | 180    | 171    | 1,052  |
| 2    | Serbia  | 2        | 1        | 1        | 3    | 3    | 3    | 1,000 | 149    | 134    | 1,111  |
| 3    | Italia  | 2        | 1        | 1        | 3    | 3    | 5    | 0,600 | 150    | 174    | 0,862  |

- Resultados

| Fecha | Hora  | Partido¹ | Partido¹ | Partido¹ | Res.  | Set 1 | Set 2 | Set 3 | Set 4 | Set 5 | Total   |
| ----- | ----- | -------- | -------- | -------- | ----- | ----- | ----- | ----- | ----- | ----- | ------- |
| 26.09 | 21:15 | Italia   | –        | Serbia   | 0 – 3 | 15-25 | 20-25 | 17-25 | –     | –     | 53 – 75 |
| 27.09 | 20:30 | Polonia  | –        | Serbia   | 3 – 0 | 28-26 | 28-26 | 25-22 | –     | –     | 81 – 74 |
| 28.09 | 21:15 | Italia   | –        | Polonia  | 3 – 2 | 14-25 | 25-21 | 18-25 | 25-17 | 15-11 | 97 – 99 |

- (¹) – Todos en Turín. Fuente: .

## Fase final
- Todos los partidos en la hora local de Italia (UTC+2).

|  | Semifinales      | Semifinales      |   |        | Final            | Final            |  |
|  | 29 de septiembre | 29 de septiembre |   |        | 30 de septiembre | 30 de septiembre |  |
|  |                  |                  |   |        |                  |                  |  |
|  |                  |                  |   |        |                  |                  |  |
|  | Brasil           | 3                |   |        |                  |                  |  |
|  | Serbia           | 0                |   |        |                  |                  |  |
|  |                  |                  |   |        |                  |                  |  |
|  |                  |                  |   |        |                  |                  |  |
|  |                  |                  |   |        | Brasil           | 0                |  |
|  |                  | Polonia          | 3 |        |                  |                  |  |
|  |                  |                  |   |        |                  |                  |  |
|  |                  |                  |   |        |                  |                  |  |
|  |                  |                  |   |        | Tercer lugar     |                  |  |
|  |                  |                  |   |        |                  |                  |  |
|  | Polonia          | 3                |   | Serbia | 1                |                  |  |
|  | Estados Unidos   | 2                |   |        | Estados Unidos   | 3                |  |

### Semifinales
| Fecha | Hora  | Partido¹ | Partido¹ | Partido¹       | Res.  | Set 1 | Set 2 | Set 3 | Set 4 | Set 5 | Total     |
| ----- | ----- | -------- | -------- | -------------- | ----- | ----- | ----- | ----- | ----- | ----- | --------- |
| 29.09 | 17:00 | Brasil   | -        | Serbia         | 3 – 0 | 25-22 | 25-21 | 25-22 | –     | –     | 75 – 65   |
| 29.09 | 21:15 | Polonia  | -        | Estados Unidos | 3 – 2 | 25-22 | 20-25 | 23-25 | 25-20 | 15-11 | 108 – 103 |

- (¹) – Ambos en Turín. Fuente: .

### Tercer lugar
| Fecha | Hora  | Partido¹ | Partido¹ | Partido¹       | Res.  | Set 1 | Set 2 | Set 3 | Set 4 | Set 5 | Total    |
| ----- | ----- | -------- | -------- | -------------- | ----- | ----- | ----- | ----- | ----- | ----- | -------- |
| 30.09 | 17:00 | Serbia   | -        | Estados Unidos | 1 – 3 | 25-23 | 17-25 | 30-32 | 19-25 | –     | 91 – 105 |

- (¹) – En Turín. Fuente: .

### Final
| Fecha | Hora  | Partido¹ | Partido¹ | Partido¹ | Res.  | Set 1 | Set 2 | Set 3 | Set 4 | Set 5 | Total   |
| ----- | ----- | -------- | -------- | -------- | ----- | ----- | ----- | ----- | ----- | ----- | ------- |
| 30.09 | 20:30 | Brasil   | -        | Polonia  | 0 – 3 | 26-28 | 20-25 | 23-25 | –     | –     | 69 – 78 |

- (¹) – En Turín. Fuente: .

## Medallero
| Polonia | Brasil | Estados Unidos |
| Mateusz Bieniek Fabian Drzyzga Jakub Kochanowski Dawid Konarski Michał Kubiak Bartosz Kurek Bartosz Kwolek Grzegorz Łomacz Piotr Nowakowski Damian Schulz Aleksander Śliwka Artur Szalpuk Damian Wojtaszek Paweł Zatorski | William Arjona Éder Carbonera Luiz Felipe Fonteles Evandro Guerra Thales Hoss Lucas Lóh Bruno Mossa de Rezende Maique Reis Nascimento Lucas Saatkamp Isac Santos Carlos Barreto Silva Douglas Souza Maurício Souza Wallace de Souza | Matthew Anderson Taylor Averill Micah Christenson Maxwell Holt Jeffrey Jendryk Jake Langlois Daniel McDonnell Benjamin Patch Aaron Russell Taylor Sander Erik Shoji Kawika Shoji David Smith Dustin Watten |
| Vital Heynen (seleccionador) | Renan Dal Zotto (seleccionador) | John Speraw (seleccionador) |

## Estadísticas

### Clasificación general
| 1. Polonia               |
| 2. Brasil                |
| 3. Estados Unidos        |
| 4. Serbia                |
| 5. Italia                |
| 5. Rusia                 |
| 7. Bélgica               |
| 7. Canadá                |
| 9. Bulgaria              |
| 9. Francia               |
| 9. Países Bajos          |
| 9. Eslovenia             |
| 13. Argentina            |
| 13. Australia            |
| 13. Finlandia            |
| 13. Irán                 |
| 17. Camerún              |
| 17. Cuba                 |
| 17. Egipto               |
| 17. Japón                |
| 21. China                |
| 21. República Dominicana |
| 21. Puerto Rico          |
| 21. Túnez                |

### Máximos anotadores
| N.º | Nombre                  | Selección      | Puntos |
| --- | ----------------------- | -------------- | ------ |
| 1   | Bartosz Kurek           | Polonia        | 171    |
| 2   | Matthew Anderson        | Estados Unidos | 163    |
| 3   | Wallace de Souza        | Brasil         | 157    |
| 4   | Aaron Russell           | Estados Unidos | 153    |
| 5   | Douglas Souza           | Brasil         | 150    |
| 6   | Aleksandar Atanasijević | Serbia         | 145    |
| 7   | Ivan Zaytsev            | Italia         | 143    |
| 8   | Taylor Sander           | Estados Unidos | 135    |
| 9   | Maxim Mijailov          | Rusia          | 132    |
| 10  | Artur Szalpuk           | Polonia        | 130    |

Fuente: 

### Distinciones individuales
- Mejor jugador (MVP) – Bartosz Kurek ( Polonia)
- Mayor anotator – Bartosz Kurek ( Polonia) –171 pts.–
- Mejor colocador – Micah Christenson ( Estados Unidos)
- Mejores receptores – Michał Kubiak ( Polonia) y Douglas Souza ( Brasil)
- Mejores centrales – Lucas Saatkamp ( Brasil) y Piotr Nowakowski ( Polonia)
- Mejor opuesto – Matthew Anderson ( Estados Unidos)
- Mejor líbero – Paweł Zatorski ( Polonia)

Fuente: 